# Plektrum
För musikalbumet av Tomas Ledin, se Plektrum (Tomas Ledin). För ZTV-programmet, se Plektrum (ZTV).

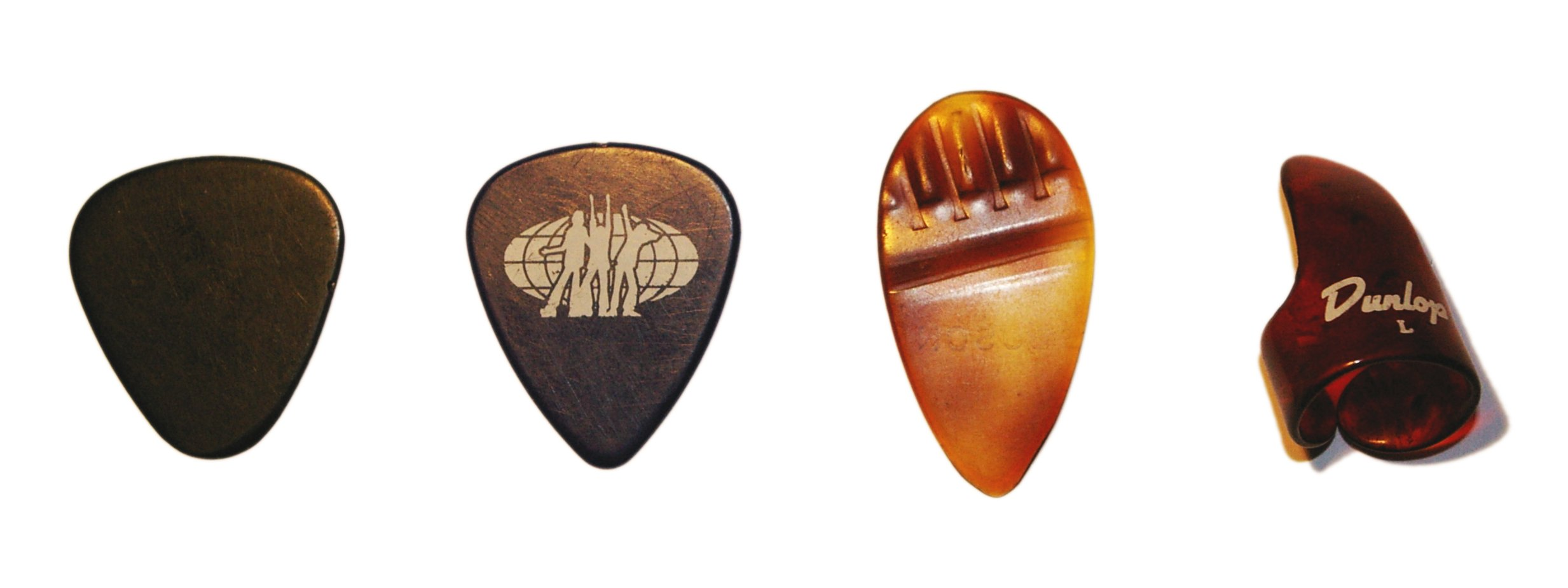
Olika typer av plektrum. Det längst till höger är ett så kallat fingerplektrum.

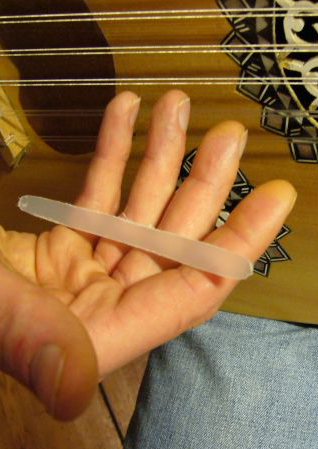
Risha, ett oudplektrum.

Ett plektrum, ibland även plektron, är en liten skiva av ett hårt material, vanligen triangel- eller äggformat med avrundade hörn, som används för att slå an strängarna på stränginstrument.
Plektrumet kan vara gjort av alla möjliga material, till exempel plast, metall, sten eller filt, ursprungligen oftast av horn eller sköldpaddsskal. Det kan ha många olika former, tjocklekar och färger, allt beroende på musikinstrumentet, och vad användaren vill ha. Ett plektrum till det japanska luta-liknande stränginstrumentet Shamisen är till exempel ofta stort som en spackelspade, medan plektrum till en elgitarr sällan är längre än 3 centimeter. Oudplektrum är både längre och smalare, då de ersätter den traditionellt använda örnfjädern.
Tjockleken på ett plektrum är vanligtvis 0,3–2,0 millimeter; musikerns val av tjockleken kan varieras ofta beroende på vilken musikstil användaren spelar.

## Etymologi
Ordet plektron (πλῆκτρον) är grekiska för 'tangent', 'slagstycke'. Det hos oss oftare använda ordet plektrum (plural plektra, även plektrer, ursprungligen på latin plektra) är en latiniserad form av detta ord.